# Tanjung Awe
Tanjung Awe is een bestuurslaag in het regentschap Aceh Utara van de provincie Atjeh, Indonesië. Tanjung Awe telt 541 inwoners (volkstelling 2010).